# Bürgermeisterei Trierweiler
Die Bürgermeisterei Trierweiler im Landkreis Trier im Regierungsbezirk Trier in der preußischen Rheinprovinz war eine Bürgermeisterei mit 4 Dörfern und  2 Weilern, welche 100 Feuerstellen (Fst.) und 814 Einwohner (Einw.) (Stand 1828) hatten.
Darin die Dörfer:
- Metzdorf an der Sauer mit 27 Fst., 186 Einw. und Weinbau
- Trierweiler mit 1 Kath. Pfarrkirche, 16 Fst., 181 Einw.
- Sirzenich mit 34 Fst., 229 Einw.
- Udelfangen mit 13 Fst., 128 Einw

Die Weiler: 
- Kersch mit 4 Fst., 43 Einw.
- Niederweiler mit 6 Fst., 47 Einw.